# Phocas Nikwigize
Phocas Nikwigize, né à Muhango (Rwanda) le 23 août 1919, décédé le 30 novembre 1996, est un évêque catholique du diocèse de Ruhengeri.

## Biographie
Phocas Nikwigize naît à Muhango (Rwanda). Il est ordonné prêtre le 25 juillet 1948. Il est nommé évêque de Ruhengeri (de) par le pape Paul VI le 5 septembre 1968 et ordonné évêque le 30 novembre par Amelio Poggi (en). Les évêques co-consécrateurs sont André Perraudin et Joseph Sibomana. Il reste sur le siège de Ruhengeri jusqu'à sa démission le 5 janvier 1996.
Le 27 novembre 1996, lors d'un voyage de retour au Rwanda avec des missionnaires, il a été agressé par des membres de l'armée patriotique du Rwanda, et il semble qu'il ait été tué le 30 novembre 1996.